# До и после полуночи
«До и по́сле полу́ночи» — информационно-развлекательная телепрограмма Центрального телевидения, выходила в эфир с марта 1987 по 1991 год.
Автор и ведущий — Владимир Молчанов. Производитель — Главная редакция информационных программ ЦТ СССР.

## История
Идея принадлежит Владимиру Молчанову: программа задумывалась в формате телевизионного журнала. По замыслу автора, зритель не получал сухую информацию, а как будто «листал» журнал, «где есть музыка, где есть милый, интересный человек». При этом темы и приглашённые гости относились к негласно запрещённым в СССР (например, сюжеты о жизни людей на Западе).
Передача выходила раз в месяц в ночь с субботы на воскресенье. В связи с разницей часовых поясов в СССР, она шла в течение дня в разных регионах в разных версиях: сначала был эфир на Дальний Восток (в 11:30 по московскому времени). В это время руководство телевидения смотрело выпуск в телецентре «Останкино». Поэтому редакция ставила в выпуск песни народов мира и интервью на мирные темы. В 23:30 по московскому времени в эфир шла уже принципиально другая передача, где авторы говорили и показывали всё, что хотели.
Первым гостем стал артист Андрей Миронов. Это было его последнее интервью на телевидении. Когда Миронова не стало, Молчанову не позволили об этом сообщить в программе «Время», так как Миронов был народным артистом РСФСР, в то время как программа «Время» давала некрологи на народных артистов СССР, маршалов и высших государственных деятелей. 22 августа 1987 года Молчанов сообщил об уходе артиста из жизни в эфире программы «До и после полуночи».
Одной из составляющей передачи была музыка. В первой программе в конце впервые в СССР был показан клип «We Are the World». Среди музыкальных гостей программы: Status Quo, Удо Линденберг и Альфред Шнитке, а также — Ив Монтан. Некоторые композиции было запрещено пускать в эфир, в частности, в течение нескольких месяцев была запрещена «Метель» Георгия Свиридова, поскольку тогда же митрополит Волоколамский и Юрьевский Питирим под эту музыку возлагал цветы к памятнику погибшим во время войны в Афганистане. Также были запрещены две песни Аллы Пугачёвой — «Паромщик» и «Крысолов». По мнению редакторов, в первой содержался намёк на Солженицына, а под крысоловом подразумевался генсек Горбачёв.
Именно в программе «До и после полуночи» впервые прозвучала песня «Россия» Игоря Талькова, запрещённая везде, а также впервые показаны клипы «Мадонна» Александра Серова и «Сиреневый туман» Владимира Маркина.
В январе 1991 года в программе обсуждались вильнюсские события, несмотря на запрет темы в информационном эфире и даже отказ Молчанова в связи с этим вести программу «Время». В студию «До и после полуночи» были приглашены Егор Яковлев, Ион Друцэ, Элем Климов. После этого выпуска редакция потеряла былую свободу действий. Молчанов вспоминал: «К нам стали приходить на монтажи — смотреть, что мы монтируем, чего раньше не было».
Первая версия передачи была закрыта по инициативе самого Молчанова в июне 1991 года, но, несмотря на это, через несколько месяцев программа вернулась в эфир. С 1992 года Молчанов стал сотрудничать с REN-TV, где работал следующие 8 лет. «До и после полуночи» выходило 3 года в эфир не чаще раза в месяц.
В 1994-м году программа возродилась под названием «До и после» и выходила по субботам на 1-м канале Останкино, начиная с 23 апреля, сорок недель (позже на ОРТ). Основу составляли репортажи сотрудников агентства «Рейтер», студия программы располагалась в здании гостиницы «Славянская».
С образованием ОРТ «До и после» стало выходить в эфир раз в месяц. Широкую известность получил выпуск о причинах убийства Соломона Михоэлса и последовавшие за ним 16 заседаний суда. В результате Молчанов зачитал в эфире утверждённый Останкинским судом текст опровержения. Передача выходила на Первом канале до 1996 года, после чего перешла на только что образованный в 1997-м году телеканал компании-производителя. «До и после» выходило на REN-TV до мая 1998-го.
В еженедельном режиме вещание возобновлено в 2006 году на канале «Ностальгия», где выходят в эфир как передачи советского периода (повтор), так и новые выпуски, подготовленные тем же ведущим в схожем формате (под названием «До и после…» с Владимиром Молчановым).
Записи передач — раритет. Хотя премьерный выпуск сохранился в архиве автора. Сам Молчанов признаётся:
Они были либо размагничены, либо их просто разворовали. Эта запись уцелела чудом: я её нашел у себя дома. Сел с женой, посмотрел, а потом долго смеялся. До чего же наивно смотрится сейчас.
В декабре 2010 года стало известно, что архив телепередачи не уничтожен. 60 выпусков программы, созданных в 1987—1991 годах, находятся в Гостелерадиофонде.

## Значение
Программа стала одним из знаковых журналистских прорывов Перестройки, перевернув представление советских зрителей о современном телевидении.
Её выпуски широко обсуждались общественностью.
Ведущий вспоминал в одном из своих интервью:
Когда мы вышли в эфир первый раз в ночь с 7 на 8 марта 1987 года, мы вообще были единственными. На советском телевидении больше не было ни одной программы, кроме программы «Время», которая выходила в прямой эфир. И не было ни одной программы, которая говорила бы о том, о чем говорили мы. В принципе нам было просто. Поскольку зрителю больше ничего не предлагалось, то нас смотрела вся страна. Потом мы поняли, что раз мы единственные — у нас есть шанс сказать то, что хочется сказать, то, о чём на советском телевидении никогда не говорилось. Но тогда сенсациями становились в основном исторические разоблачения. Не было грязи с банями и прочим.
Передачу сравнивали с легендарной программой «Взгляд». Её ведущий Сергей Ломакин вспоминал:

Свобода слова просто обрушилась на нас в период «гласности», и какой-то там совсем свирепой цензуры не было. К тому же уже эфирились «Прожектор перестройки» и молчановская «До и после полуночи».— Интервью  газете «Музыкальная правда» (28 мая 2010)
Даже один из ведущих «Взгляда» признавал:
В тот же период шла передача Владимира Молчанова «До и после полуночи» — на порядок выше по качеству контента и по ведению. Она выходила раз в месяц, время показа было не самое лучшее… Но у «Взгляда» была фора один к четырем! Вот передача и стала, как теперь говорят, культовой
В 1987 году первыми в стране показали в эфире Рождественскую церковную службу как получасовое приложение к программе. В числе первых стали говорить в эфире о репрессиях, эмиграции, диссидентах.

## Критика
В понедельник, 9 марта 1987 года, после первого выпуска, на общей телевизионной летучке программу назвали проамериканской, а также антисоветской.
Из воспоминаний Молчанова:
Одни были в восхищении от программы, а другие просто её ненавидели, и тут возникло: «А кто разрешил?» Но время такое было, уже 1987 год, руководство телевидения должно было показывать власти, что они что-то меняют. Телевидение обретало человеческое лицо. Вот тут я со своей программой и своей бригадой оказался очень кстати.
По слухам, программу поддерживали и защищали Александр Яковлев (секретарь ЦК КПСС) и Эдуард Шеварнадзе, а, наоборот, требовали закрытия — Владимир Крючков (председатель КГБ СССР) и Егор Лигачёв (член Политбюро ЦК КПСС). Программа держалась в эфире на балансе между сторонниками и противниками.
Самый большой поток критики со стороны зрителей обрушился на редакцию, когда в одной из первых программ обсуждалась проблема СПИДа с гостем студии Вадимом Покровским. То, что ведущий произнёс слово «презерватив», вызвало шквал негодования по поводу развращения молодого поколения. Как отметил сам Молчанов после, письма прислали в основном школьные учителя.

## Творческий коллектив
- Ольвар Какучая — журналист, создатель программы[26]
- Андрей Плахов — режиссёр
- Игорь Соловьёв — режиссёр
- Андрей Третьяков — ассистент режиссёра, режиссёр
- Татьяна Дмитракова — режиссёр
- Владимир Молчанов — автор, ведущий
- Майя Сидорова — ведущая
- Владимир Давыденко (20.05.1953) — композитор, музыкальный редактор, автор сюжетов.
- Александра Ливанская — тележурналист, рубрика «Репортажи из провинции»
- Владимир Андриевский — тележурналист
- Борис Костенко — тележурналист
- Ирина Зайцева — тележурналист
- Ирина Терёшкина — тележурналист, шеф-редактор
- Евгений Киселёв — репортёр
- Леонид Парфёнов — репортёр
- Владислав Флярковский — репортёр
- Александр Гурнов — репортёр
- Алексей Денисов — тележурналист, рубрика «Неизвестная Россия».
- Виолетта Сергеева (Вологдина) — ассистент режиссёра.
- Виталий Максимов — внештатный корреспондент.
- Олег Рясков — оператор — съемка путча 1991 года.
- Александр Куприн — режиссёр

## В искусстве
Владимир Асмолов, «Дефицит общения»:
…Очень ему хочется
Хоть разок мелькнуть
В «До и После полночи»
Рядом с кем-нибудь,…